# Mount Mary University
La Mount Mary University è un'università privata di indirizzo cattolico con sede a Milwaukee, nello stato americano del Wisconsin.
Le origini dell'università si ricollegano con quelle del Saint Mary's Institute inaugurato a Prairie du Chien dalle Suore scolastiche di Nostra Signora nel 1872; nel 1913, con l'approvazione dello stato del Wisconsin, l'istituto iniziò ad erogare corsi accademici e prese il nome di Saint Mary's College, riservato alle studentesse.
Nel 1926 il college si trasferì a Milwaukee su invito dell'arcivescovo del luogo e il 12 settembre 1928 fu posata la prima pietra del nuovo campus, che fu chiamato Mount Mary College: i corsi iniziarono nel 1929. Il college assunse il nome di Mount Mary University nel 2013.